# M. Goldschmidt Holding
M. Goldschmidt Holding A/S er en dansk virksomhed, grundlagt 1979 af Mikael Goldschmidt, som investerer i ejendomme, værdipapirer og virksomheder. Firmaet har omkring 25 helt eller delvist kontrollerede datterselskaber. Firmaets årlige omsætning var i 2009 1,6 mia. kr. og det havde en egenkapital på 2 mia. kr. I 2022 havde firmaet 635 ejendomme på 130 matrikler, bl.a på Grønningen og Frederiksbro i Hillerød.
Som logo har firmaet taget den mytologiske Atlas-figur.

## Hovedsæde
Selskabets hovedsæde er Nordisk Livsforsikrings-Aktieselskabs og Nordisk Gjenforsikrings Selskabs tidligere hovedsæder på Grønningen 17-19 og 21-25 i København, som er blevet restaureret for 65 mio. kr. I 2009 fik selskabet tilladelse af Københavns Kommune til at renovere den trekantede plads mellem Grønningen og Store Kongensgade og fjerne de gamle beskyttelsesrum af beton. I 2010 blev en kopi af skulpturen Atlas bærende Himmelkuglen paa Skuldrene opstillet i anlægget. Skulpturen er grundlaget for koncernens logo.
Den originale skulptur blev udført 1899 af Nicolai Schmidt på bestilling af brygger Carl Jacobsen og stod oprindeligt på taget af Ny Carlsbergs marketenderibygning i Århusgade i Frihavnen. Skulpturen har siden udsmykket taget af Carlsbergs maskincentral i Valby og er altså ikke relateret til maskinfabrikken Atlas A/S, der havde et lignende logo.